# Syneches annulipes
Syneches annulipes är en tvåvingeart som beskrevs av Mario Bezzi 1909. Syneches annulipes ingår i släktet Syneches och familjen puckeldansflugor. Inga underarter finns listade i Catalogue of Life.